# Classe Bayern
A Classe Bayern foi uma classe de navios couraçados operados pela Marinha Imperial Alemã, composta por quatro embarcações: SMS Bayern, SMS Baden, SMS Sachsen e SMS Württemberg. Suas construções começaram praticamente um pouco antes do início da Primeira Guerra Mundial, porém apenas o Bayern e o Baden chegaram a serem completados pois as prioridades de construção naval mudaram no decorrer do conflito. Foi determinado que u-boots eram mais valiosos para o esforço de guerra, assim os trabalhos nos novos couraçados diminuíram até pararem. Dessa forma, o Bayern e o Baden foram os últimos navios de seu tipo construídos para o Império Alemão.
Os dois primeiros couraçados tinham um comprimento total de 180 metros, boca de trinta metros, calado de 9,4 metros e deslocamento de 32,2 toneladas, porém foi previsto que o Sachsen e Württemberg seriam ligeiramente maiores e mais pesados que seus irmãos mais velhos. O sistema de propulsão de todos os navios, com a exceção do Sachsen, era de catorze caldeiras que alimentavam três turbinas a vapor, que por sua vez giravam três hélices triplas até velocidades acima de vinte nós (38 quilômetros por hora). Os navios eram armados com oito canhões de 380 milímetros em quatro torres de artilharia duplas, enquanto o cinturão de blindagem chegava a ter 350 milímetros de espessura.
O Bayern e o Baden foram comissionados na Frota de Alto-Mar em julho de 1916 e março de 1917, respectivamente, muito tarde para que qualquer um dos dois participasse da Batalha da Jutlândia ou de qualquer outra ação de grande escala. O Bayern foi designado para a força tarefa que expulsão a Marinha Imperial Russa do Golfo de Riga em outubro de 1917 durante a Operação Albion, porém ele foi seriamente danificado ao bater em uma mina e precisou retornar até Kiel a fim de passar por reparos. Já o Baden assumiu a posição de capitânia do almirante Franz von Hipper na Frota de Alto-Mar, entretanto não participou de combate algum antes do final da guerra em novembro de 1918.
As duas embarcações finalizadas foram internadas na base britânica de Scapa Flow na Escócia como parte dos termos do Armistício de Compiègne. O contra-almirante Ludwig von Reuter, comandante da frota alemã internada, ordenou em 21 de junho de 1919 que todos os navios fossem deliberadamente afundados. O Bayern afundou totalmente e foi depois levantado e desmontado na década de 1930, porém marinheiros britânicos conseguiram encalhar o Baden antes que também afundasse por completo. Ele foi recuperado, examinado e depois afundado como navio alvo em testes de artilharia. Os cascos incompletos do Sachsen e do Württemberg foram desmontados como sucata.

## Desenvolvimento
Os trabalhos de projeto na Classe Bayern começaram em 1910, com grande consideração sendo dada para os armamentos. Estava claro para a Marinha Imperial Alemã que outras marinhas estavam seguindo para canhões de mais de 305 milímetros, assim os novos couraçados da Alemanha deveriam também incorporar armas maiores. O Departamento de Armamentos sugeriu canhões de 320 milímetros, porém o almirante Alfred von Tirpitz, o Secretário de Estado do Escritório Imperial Naval, decidiu em uma reunião em 11 de maio de 1910 que restrições orçamentárias impediam a adotação de armas maiores. Entretanto, Tirpitz rapidamente aproveitou-se da Crise de Agadir no ano seguinte para capitalizar sobre o clamor contra o envolvimento do Reino Unido no incidente a fim de pressionar a Dieta Imperial pela aprovação de novos fundos para a marinha. Isto proporcionou a abertura para couraçados mais poderosos, assim o almirante pediu em meados de 1911 pelo financiamento de embarcações com canhões de 340 milímetros.
A equipe de projeto preparou estudos em agosto para que os navios fossem armados com armas de 350, 380 ou quatrocentos milímetros; este último foi estabelecido pois os alemães presumiram, incorretamente, que os britânicos não podiam construir canhões maiores do que isso. Os projetos preferidos após uma reunião no mês seguinte era para embarcações com dez armas de 350 milímetros em cinco torres de artilharia duplas ou oito canhões de quatrocentos milímetros em quatro torres duplas. O Departamento de Armamentos defendia o couraçado de 350 milímetros, salientando que este teria 25% a mais de chances de acertar seu alvo. Tirpitz quis saber sobre a possibilidade de uma bateria mista de torres duplas e triplas, porém decidiu que torres triplas tinham muitos problemas após examinar as armas dos couraçados da Classe Tegetthoff da Áustria-Hungria. Dentre as deficiências estava um peso maior, redução na quantidade de munição e taxa de fogo, além da perda de capacidade de fogo caso uma das torres fosse desabilitada.
Os estudos sugeriram que um navio com armas de 350 milímetros teria um deslocamento de aproximadamente 29 mil toneladas e custaria 59,7 milhões de marcos, enquanto a proposta de quatrocentos milímetros custaria sessenta milhões e deslocaria 28 250 toneladas, porém ambos foram considerados muito caros. O Departamento de Armamentos propôs uma embarcação de 28,1 mil toneladas armada com canhões de 380 milímetros, o que reduzia o custo para 57,5 milhões. Este projeto foi aprovado como a base da nova classe em 26 de setembro de 1911 e o armamento foi formalmente aceito em 6 de janeiro de 1912. Os trabalhos de projeto continuaram pelo restante de 1912, incluindo maior desenvolvimento na disposição da blindagem que fora usada na antecessora Classe König. Os couraçados da Classe Bayern também foram projetados para possuírem armas antiaéreas de 88 milímetros, porém nunca foram instaladas. A equipe adotou tradicionais turbinas a vapor como sistema de propulsão já que o desenvolvimento de motores a diesel estava mostrando-se problemático, porém esperava-se que motores confiáveis do tipo estivessem disponíveis na época da construção do terceiro navio da classe.
O financiamento para as embarcações foi conseguido através da através da Terceira Emenda à Segunda Lei Naval, aprovada em 1912. Esta emenda garantia o financiamento para três couraçados, dois cruzadores rápidos e um aumento de mais quinze mil homens na marinha. A Classe Derfflinger de cruzadores de batalha teve sua construção iniciada em 1912, assim o dinheiro para as obras do Bayern e Baden foi concedido no ano seguinte. O financiamento para o Sachsen foi concedido no orçamento de 1914, enquanto o dinheiro do Württemberg veio através das Estimativas de Guerra. O SMS Wörth, último couraçado pré-dreadnought da Classe Brandenburg, seria substituído, assim como os antigos pré-dreadnoughts SMS Kaiser Friedrich III e SMS Kaiser Wilhelm II da Classe Kaiser Friedrich III. O Baden foi encomendado como Ersatz Wörth, o Sachsen como Ersatz Kaiser Friedrich III e o Württemberg como Ersatz Kaiser Wilhelm II; o Bayern foi considerado uma adição à frota e assim foi encomendado com o nome de "T".

## Projeto

### Características

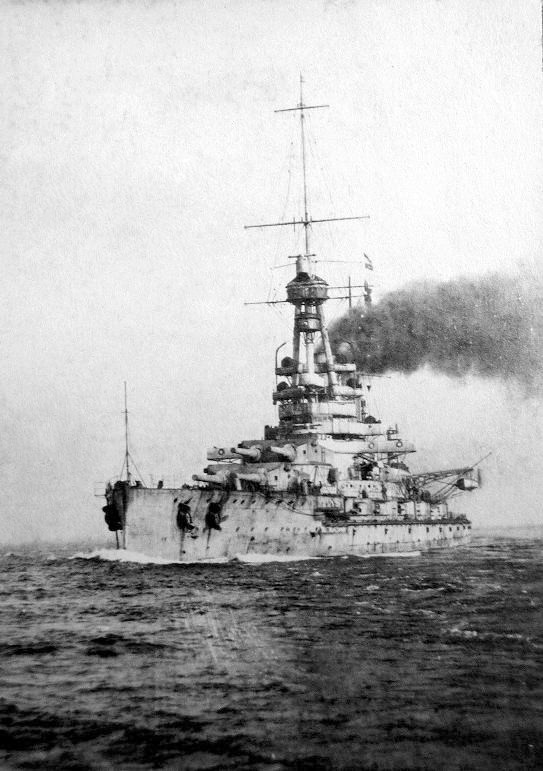
O Baden em 1917.

O Bayern e o Baden tinham 179,4 metros de comprimento da linha de flutuação e 180 metros de comprimento de fora a fora. O Sachsen e o Württemberg seriam um pouco mais compridos, com 181,8 metros da linha de flutuação e 182,4 metros de fora a fora. Todos os quatro possuíam uma boca de trinta metros e uma calado que ficava entre 9,3 e 9,4 metros. O Bayern e o Baden foram projetados para ter 28 530 toneladas de deslocamento normal, enquanto seus deslocamentos carregados chegavam em 32,2 mil toneladas. Sachsen e o Württemberg seriam levemente mais pesados, com os deslocamentos ficando previstos para 28,8 mil toneladas normais e 32,5 mil toneladas carregados. Os navios foram construídos com armações de aço transversais e longitudinais, sobre o qual chapas de aço foram rebitadas. Os cascos eram divididos em dezessete compartimentos estanques e incluíam um casco duplo que cobria 88% do comprimento da embarcação.
Os dois primeiros couraçados foram considerados embarcações excepcionais, sendo estáveis e muito manobráveis. Entretanto, sofriam de uma pequena perda de velocidade em mares bravios; com os lemes totalmente virados, eles chegavam a perder 62% de sua velocidade e desviavam sete graus de seu curso. As embarcações possuíam uma altura metacêntrica de 2,53 metros, maior que seus equivalentes britânicos, e assim eram plataformas de tiro muito estáveis para as águas confinadas do Mar do Norte. A Classe Bayern tinha uma tripulação padrão de 42 oficiais e 1 129 marinheiros; na capacidade de capitânia de esquadra, outros catorze oficias e 86 marinheiros adicionais eram necessários. Os navios também carregavam embarcações menores, incluindo um barco de piquete, três barcaças, duas lanchas, dois yawls e dois botes.

### Maquinário
O Bayern e o Baden eram equipados com onze caldeiras Schulz-Thornycroft a carvão mais outras três caldeiras Schulz-Thornycroft a óleo, que era dividas em nove salas de caldeira. Três conjuntos de turbinas a vapor Parsons impulsionavam três hélices triplas de 3,87 metros de diâmetro. Suas usinas de energia foram projetadas para gerar 34 520 cavalos-vapor (25 740 quilowatts) em 265 rotações por minuto; entretanto, nos seus testes os navios alcançaram 55 200 cavalos-vapor (41 160 quilowatts) e 55 505 cavalos-vapor (41 390 quilowatts), respectivamente. Ambos eram capazes de alcançar uma velocidade máxima de 21 nós (39 quilômetros por hora). Os dois primeiros navios foram projetados para carregar novecentas toneladas de carvão e duzentas de óleo, porém esse valor podia chegar em 3 400 toneladas de carvão e 620 de óleo através do uso de espaços adicionais no casco. Isto permitia um alcance de cinco mil milhas náuticas (9 300 quilômetros) a uma velocidade constante de doze nós (22 quilômetros por hora). Os couraçados também carregavam oito geradores a diesel que proporcionavam 2 400 quilowatts de energia elétrica a 220 volts.
O Sachsen e o Württemberg foram projetados para serem um nó mais rápidos. O Württemberg recebeu maquinários mais poderosos projetados para produzir 47 345 cavalos-vapor (35 305 quilowatts) e permitir uma velocidade de 22 nós. O Sachsen receberia um motor a diesel MAN de 11 835 cavalos-vapor (8 825 quilowatts) instalado em sua hélice central, com os motores a vapor impulsionando as hélices laterais, porém o motor a diesel não ficou pronto até o final da guerra e só seria completado em 1919 para testes da Comissão Naval Inter-Aliada de Controle. Toda essa usina de energia teria produzido 53 260 cavalos-vapor (39 715 quilowatts) para uma velocidade de 22,5 nós.

### Armamento

Arranjo da bateria principal da Classe Bayern.

Os couraçados da Classe Bayern eram armados com uma bateria principal composta por oito canhões SK L/45 de 380 milímetros montados em quatro torres de artilharia Drh LC/1913 duplas. Estas torres permitiam uma depressão de menos oito graus e uma elevação de até dezesseis graus. Os canhões precisavam voltar para dois graus a fim de poderem ser recarregados. As armas do Bayern foram posteriormente modificadas para permitirem uma elevação de vinte graus, porém essas mudanças restringiram a depressão a menos cinco graus. Os canhões em sua configuração original tinham um alcance máximo de 20,25 quilômetros, porém as modificações do Bayern aumentaram o alcance para 32,2 quilômetros. Cada torre tinha seu próprio telêmetro. A bateria principal era fornecida por 270 projéteis ou noventa por canhão; esses pesavam 750 quilogramas e eram considerados leves para o calibre. O lote de projéteis era dividido entre versões anti-blindagem e explosivas, com sessenta da primeira e trinta da segunda. A distândia de vinte quilômetros, os tiros anti-blindagem podiam penetrar placas de aço de até 336 milímetros. A cadência de tiro era de um disparo a cada 38 segundos, enquanto a velocidade de saída era de 805 metros por segundo.
Testes pós-guerra realizados pela Marinha Real Britânica nas armas do Baden mostraram que elas eram capazes de disparar a cada 23 segundos, o que era significativamente mais rápido que seu contemporâneo britânico, a Classe Queen Elizabeth, que demorava 36 segundos. Apesar das armas alemãs serem mais rápidas para recarregar, os inspetores britânicos acharam que as precauções anti-flash eram bem inferiores a aquelas adotadas pela Marinha Real pós-1917, porém isto era um pouco mitigado pelos cartuchos de latão dos propelentes, que eram bem menos suscetíveis a detonações do que a cordite embalada em seda usada no Reino Unido. As armas construídas para o Sachsen e Württemberg foram usadas como canhões de cerco na Frente Ocidental, como artilharia de costa na França e Bélgica ocupadas e algumas como canhões ferroviários.

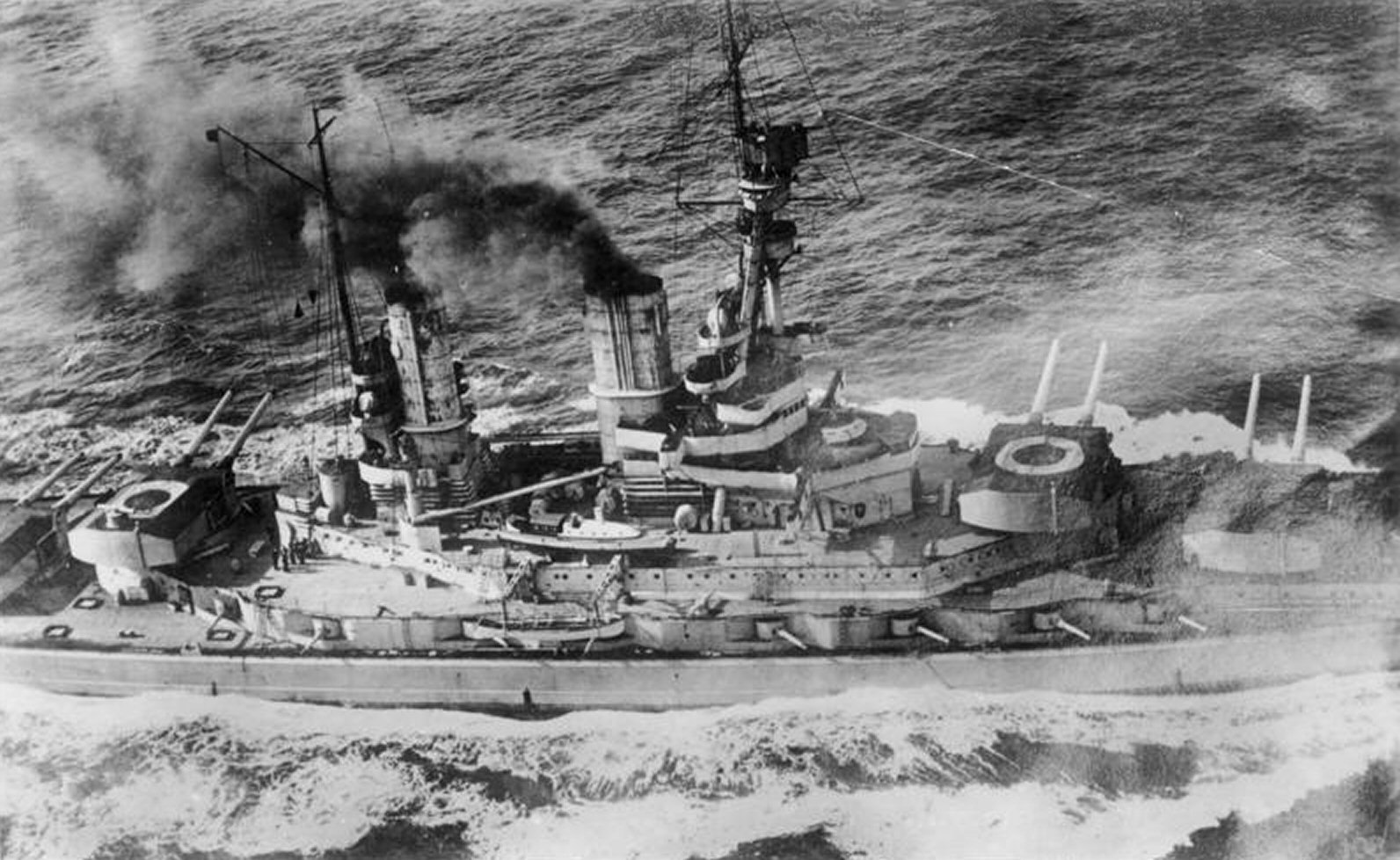
O Baden em 1917 com sua bateria principal apontada para o lado bombordo.

Os couraçados também eram armados com uma bateria secundária de dezesseis canhões SK L/45 de 150 milímetros montados em casamatas blindadas nas laterais do convés superior. Estas armas tinham a intenção de serem defesas contra torpedeiros e tinham a disposição 2 240 projéteis. Seu alcance era de 13,5 quilômetros, algo que foi ampliado para 16,8 quilômetros após melhoramentos em 1915. Estes canhões tinham uma cadência de tiro de cinco a sete disparos por minuto. Os projéteis pesavam 45,3 quilogramas e eram carregados com uma carga propelente RPC/12 de 13,7 quilogramas. Sua velocidade de saída era de 835 metros por segundo. Esperava-se que as armas pudessem ser disparadas 1 400 vezes antes de precisarem ser substituídas. O Bayern e o Baden também foram equipados com dois canhões SK L/45 de 88 milímetros, que tinham oitocentos projéteis disponíveis. Estas ficavam em montagens MPL C/13, que permitiam uma depressão de menos dez graus e elevação de setenta graus. Estes canhões disparavam projéteis de nove quilogramas para um alcance máximo de 9,15 quilômetros.
Como era costume para os grandes navios de guerra na época, a Classe Bayern foi equipada com cinco tubos de torpedo submersos de seiscentos milímetros. Um tubo ficava na proa e dois em cada lateral. A embarcação carregava vinte torpedos. Os tubos laterais foram removidos depois do Bayern e Baden terem batido em minas em 1917 e revelado fraquezas estruturais relacionadas com suas instalações. Os torpedos eram do tipo H8, que possuíam nove metros de comprimento e carregavam uma carga de 210 quilogramas de hexanite. Seu alcance era de oito quilômetros quando disparados a uma velocidade de 35 nós (65 quilômetros por hora), porém em uma velocidade reduzida de 28 nós (52 quilômetros por hora) o alcance aumentava até quinze quilômetros.

### Blindagem

Esquema de blindagem da Classe Bayern. Os números representam a espessura em milímetros em cada área.

As embarcações da Classe Bayern eram protegidas por uma blindagem de aço cimentado Krupp, como era o padrão para os navios de guerra alemães da época. Eram protegidos por um cinturão de blindagem que tinha 350 milímetros de espessura na porção central do couraçado, onde suas partes mais importantes estavam localizadas, incluindo depósitos de munição e espaços dos maquinários. O cinturão era reduzido em áreas menos críticas para duzentos milímetros na dianteira e 170 milímetros na traseira. A proa e a popa não possuíam proteção alguma. Uma antepara de torpedo de cinquenta milímetros de espessura cobria todo o comprimento do casco, vários metros atrás do cinturão principal. O convés superior era blindado com sessenta milímetros em sua maior parte, porém a espessura sobre as áreas que cobriam partes importantes do navio aumentava até cem milímetros.
A torre de comando dianteira era protegida por uma blindagem pesada, que consistia em quatrocentos milímetros de espessura nas laterais e 170 milímetros no teto. A torre de comando traseira possuía uma blindagem mais leve de apenas 170 milímetros de espessura nas laterais e oitenta milímetros no teto. As torres de artilharia da bateria principal também tinham uma blindagem forte: laterais de 350 milímetros de espessura e tetos de duzentos milímetros. As armas de 150 milímetros eram protegidas por 170 milímetros nas casamatas, enquanto os próprios canhões possuíam escudos de oitenta milímetros de espessura que protegia suas equipes de estilhaços.
A blindagem do Sachsen foi levemente modificada como resultado do planejado motor a diesel, que era significativamente mais alto que uma turbina. Um talude sobre o motor foi adicionado que tinham duzentos milímetros de espessura nas laterais, 140 milímetros nas extremidades e oitenta milímetros no topo. Seu cinturão também foi um pouco modificado, com trinta milímetros estendendo-se além da seção dianteira de duzentos milímetros até a popa.

## Navios

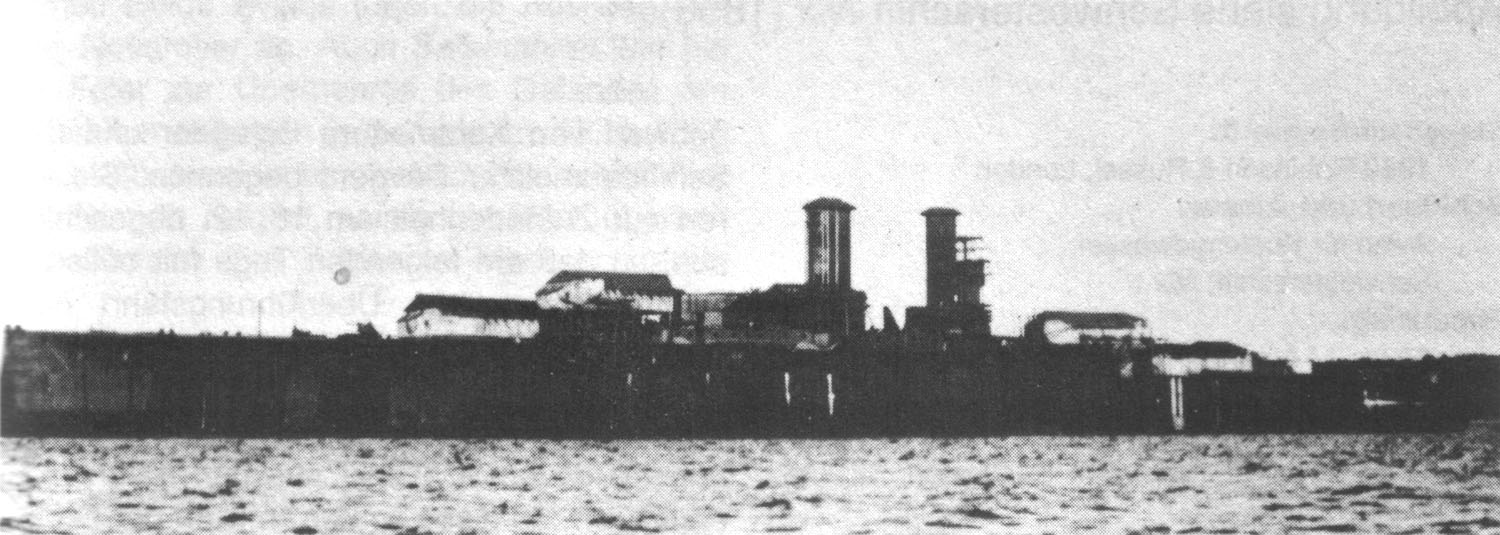
O casco incompleto do Sachsen em Kiel.

A Classe Bayern foi pensada para ser composta por quatro navios. O Bayern foi construído pela Howaldtswerke em Kiel sob o número de construção 590; sua quilha foi batida em agosto de 1913, lançado em fevereiro de 1915 e comissionado em julho do ano seguinte. O Baden foi construído pela Schichau-Werke em Danzig sob o número de construção 913. As obras começaram em dezembro de 1913 e ele foi lançado ao mar em outubro de 1915, entrando na frota em março de 1917. O Sachsen teve sua construção iniciada na Germaniawerft em Kiel em abril de 1914 com o número 210 e foi lançado em novembro de 1916, porém nunca foi completado. O couraçado estava a nove meses de ser finalizado. O Württemberg foi construído na AG Vulcan em Hamburgo a partir de janeiro de 1915 sob o número de construção 19, sendo lançado em junho de 1917, mas também nunca foi completado. Ele estava a doze meses da finalização quando foi cancelado. As duas embarcações foram canceladas pois a Marinha Imperial determinou que u-boots eram mais valiosos para o esforço de guerra do que grandes couraçados. Os cascos do Sachsen e Württemberg foram desmontados como sucata em 1921.
| Navio       | Construtor             | Homônimo             | Batimento        | Lançamento        | Commissionamento                                     | Destino                                              |
| ----------- | ---------------------- | -------------------- | ---------------- | ----------------- | ---------------------------------------------------- | ---------------------------------------------------- |
| Bayern      | Howaldtswerke, Kiel    | Reino da Baviera     | agosto de 1913   | fevereiro de 1915 | julho de 1916                                        | Deliberadamente afundado em junho de 1919            |
| Baden       | Schichau-Werke, Danzig | Grão-Ducado de Baden | dezembro de 1913 | outubro de 1915   | março de 1917                                        | Afundado como navio alvo em agosto de 1921           |
| Sachsen     | Germaniawerft, Kiel    | Reino da Saxônia     | abril de 1914    | novembro de 1916  | Cancelados antes da finalização; desmontados em 1921 | Cancelados antes da finalização; desmontados em 1921 |
| Württemberg | AG Vulcan, Hamburgo    | Reino de Württemberg | janeiro de 1915  | junho de 1917     | Cancelados antes da finalização; desmontados em 1921 | Cancelados antes da finalização; desmontados em 1921 |

## História

### Ação de agosto de 1916

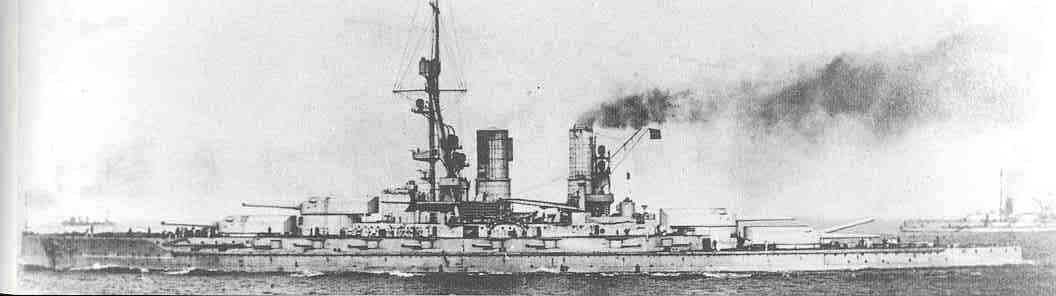
O Bayern por volta de 1916.

O I Grupo de Reconhecimento, a força de cruzadores de batalha da Frota de Alto-Mar sob o comando do vice-almirante Franz von Hipper, deveria bombardear em 18 e 19 de agosto de 1916 a cidade costeira britânica de Sunderland em uma tentativa de atrair e destruir a força de cruzadores de batalha do vice-almirante sir David Beatty. Como o SMS Moltke e o SMS Von der Tann eram os únicos cruzadores alemães que ainda estavam em condições de combate após a Batalha da Jutlândia, três couraçados foram designados para a unidade: o Bayern, o SMS Markgraf e o SMS Grosser Kurfürst, estes dois da Classe König. O almirante Reinhard Scheer e o resto de sua Frota de Alto-Mar seguiriam atrás a fim de proporcionar cobertura. Os britânicos sabiam dos planos alemães e enviaram a Grande Frota para enfrentá-los. Scheer foi informado às 14h35min do dia 18 sobre a aproximação dos britânicos e, não querendo enfrentar toda a Grande Frota apenas onze semanas depois da Batalha da Jutlândia, ordenou que suas forças recuassem de volta para águas alemãs.

### Operação Albion
Depois da conquista alemã do porto russo de Riga no Mar Báltico no início de setembro de 1917, a Marinha Imperial decidiu expulsar as forças navais russas que ainda mantinham controle do Golfo de Riga. O Alto Comando da Marinha assim planejou uma operação para tomar a ilha báltica de Ösel, particularmente as baterias russas na Península de Sõrve. Foi emitida uma ordem em 18 de setembro para uma operação conjunta de exército e marinha a fim de capturar as ilhas de Ösel e Moon; o principal componente naval seria a capitânia Moltke mais a III Esquadra de Batalha da Frota de Alto-Mar. A V Divisão incluía os quatro couraçados da Classe König e já estava na época complementada pela adição do Bayern. A VI Divisão era formada pelos cinco navios da Classe Kaiser. Junto também estavam nove cruzadores rápidos, três flotilhas de barcos torpedeiros e dúzias de caça-minas, uma força que totalizava aproximadamente trezentas embarcações, que eram apoiadas por mais de cem aeronaves e seis zepelins. A força de invasão consistia em por volta de 24,6 mil homens. A força russa contava com os antigos couraçados pré-dreadnoughts Slava e Grazhdanin, os cruzadores blindados Bayan, Admiral Makarov e Diana, 26 contratorpedeiros e vários torpedeiros e canhoneiras. A guarnição em Ösel reunia por volta de catorze mil homens.
A operação começou em 12 de outubro, quando o Moltke, Bayern e a Classe König abriram fogo contra as baterias costeiras russas na Baía de Tagga. A Classe Kaiser ao mesmo tempo começou a enfrentar as baterias na Península de Sõrve; o objetivo era conquistar o canal entre Moon e Dagö, o que bloquearia a única rota de escape dos russos no golfo. Tanto o Bayern quanto o Grosser Kurfürst bateram em minas enquanto manobravam para suas posições de bombardeamento. Danos ao segundo foram mínimos e ele continuou em ação, porém o Bayern foi seriamente avariado e reparos temporários não mostraram-se eficientes. O couraçado teve de retornar a Kiel a fim de passar por concertos.

### Ação de abril de 1918

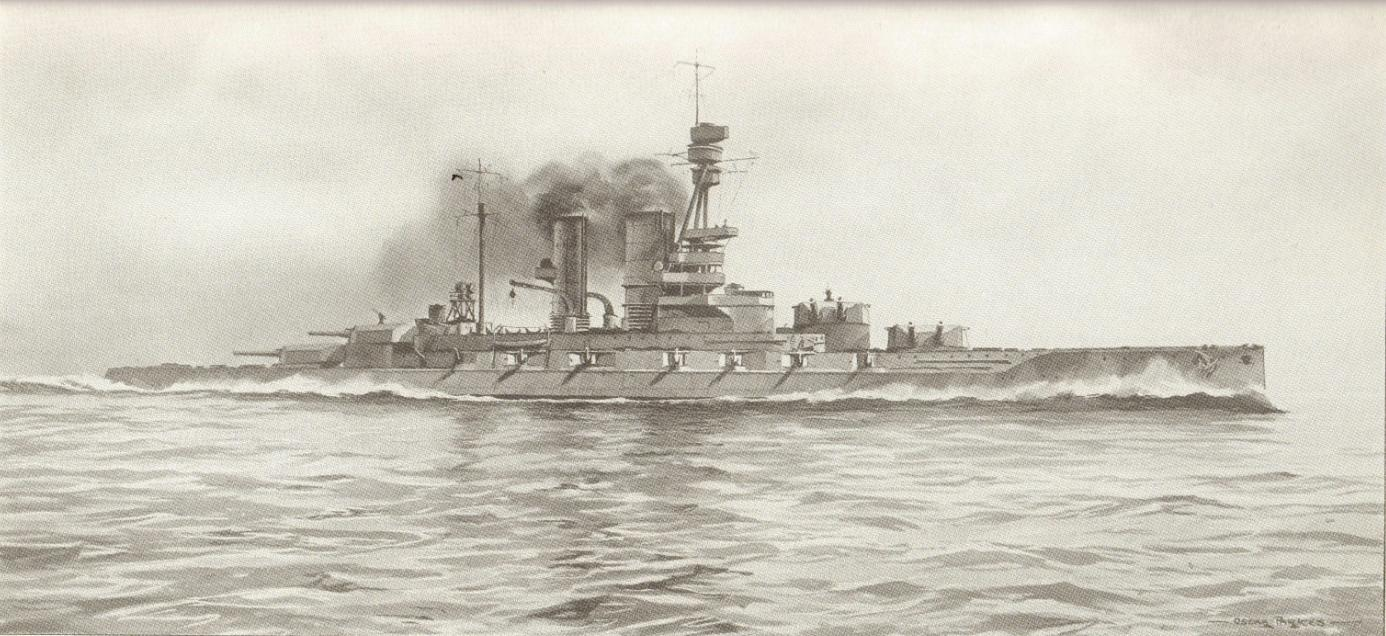
Desenho de reconhecimento do Bayern feito em 1918 pela Marinha Real Britânica.

A Frota de Alto-Mar começou realizar no final de 1917 ataques contra comboios mercantes no Mar do Norte que navegavam entre o Reino Unido e a Noruega. Os cruzadores rápidos alemães SMS Brummer e SMS Bremse interceptaram em 17 de outubro um comboio de doze cargueiros escoltados por dois contratorpedeiros e os afundaram; apenas três embarcações sobreviveram. Quatro torpedeiros alemães interceptaram e destruíram outro comboio em 12 de dezembro composto por cinco navios e dois contratorpedeiros de escolta. Isto fez com que Beatty, agora comandante da Grande Frota, destacasse vários de seus couraçados e cruzadores de batalha para proteger os comboios do Mar do Norte. Isto apresentou a oportunidade pela qual Scheer estava esperando a guerra inteira: uma chance de isolar e eliminar uma parte da Grande Frota.
Toda a Frota de Alto-Mar, incluindo o Bayern e o Baden, deixou a Alemanha às 5h de 23 de abril de 1918 com o objetivo de interceptar um dos comboios. Comunicações de rádio mantiveram-se mínimas a fim de impedir que os britânicos descobrissem sobre a operação. O Moltke começou a sofrer de problemas mecânicos às 5h10min do dia 24 e precisou ser rebocado de volta a Wilhelmshaven. O comboio ainda não tinha sido localizado às 14h10min e assim Scheer ordenou que sua frota voltasse para águas alemãs. Na verdade, não havia nenhum comboio navegando no dia 24 de abril; a inteligência naval alemã tinha errado sobre a informação a data em um dia e o comboio só partiu no dia seguinte.

### Motim de Wilhelmshaven
Hipper, agora comandante da Frota de Alto-Mar, e Scheer planejaram em outubro de 1918 uma última grande batalha contra a Grande Frota a fim de infligirem o máximo de dano possível aos britânicos, não importando o custo, para deixar a Alemanha em melhor posição de barganha nas negociações de paz. Scheer aprovou o plano no dia 27 e a operação foi agendada para o dia 30. A frota reuniu-se em Wilhelmshaven em 29 de outubro, porém as tripulações cansadas da guerra começaram a desobedecerem ordens. Tripulações a bordo do Markgraf, SMS König e SMS Kronprinz Wilhelm protestaram por paz, enquanto aqueles no SMS Thüringen amotinaram-se abertamente, logo sendo acompanhados pelo SMS Helgoland e SMS Kaiserin. Bandeiras vermelhas revolucionárias foram hasteadas em várias das embarcações. Mesmo assim, Hipper decidiu realizar uma última reunião no Baden, sua capitânia, a fim de discutir a operação com os oficiais seniores. Ficou claro na manhã seguinte que o motim tinha espalhado-se muito para permitir uma operação. Hipper ordenou que uma das esquadras partisse para Kiel em uma tentativa de suprimir a revolta. Bandeiras vermelhas já tinham sido hasteadas em todos os navios até 5 de novembro, com a exceção do König, porém este passou a ser comandado por um conselho de soldados a partir do dia seguinte.

### Destino

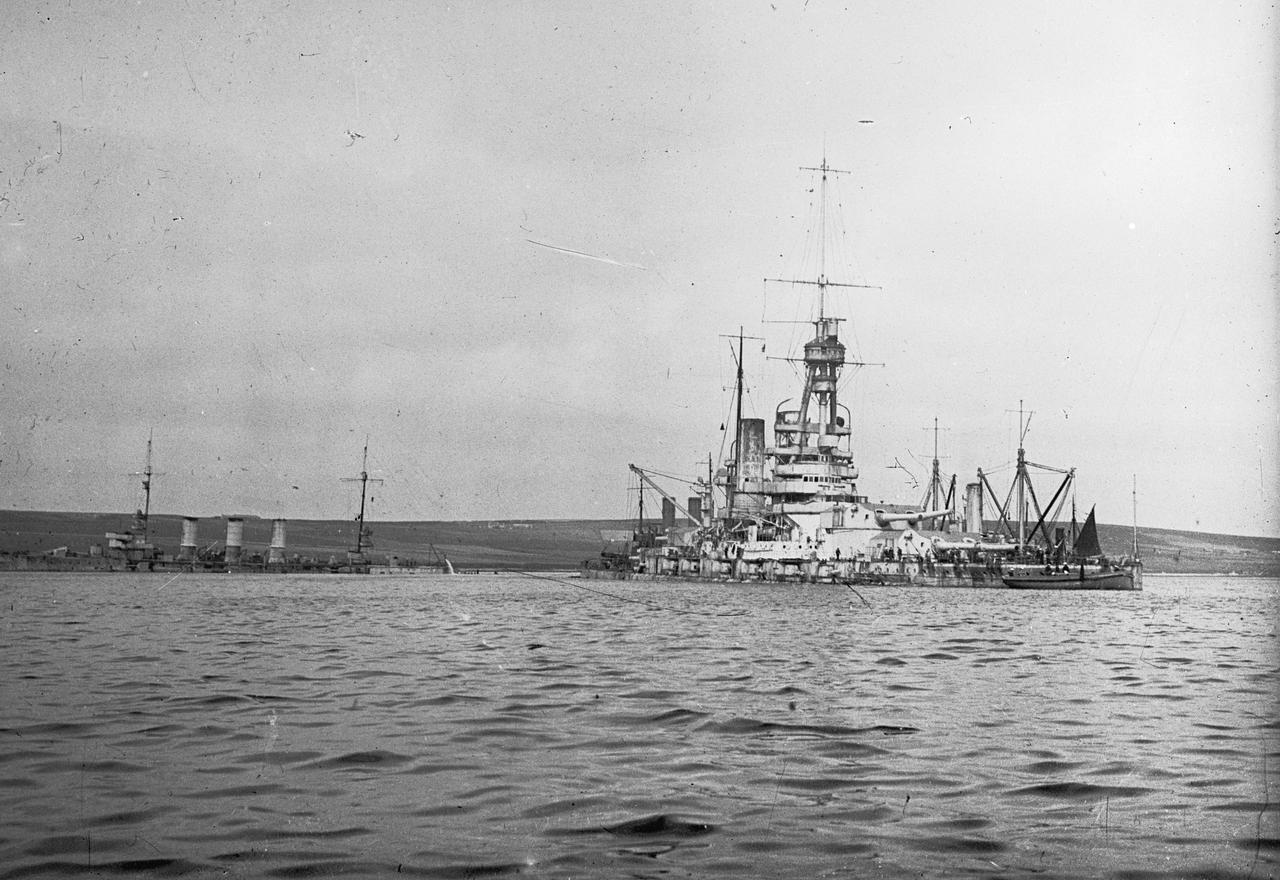
Trabalhos de recuperação em andamento no Baden em Scapa Flow. O SMS Frankfurt pode ser visto ao fundo.

A maior parte da Frota de Alto-Mar foi internada na base britânica de Scapa Flow na Escócia após a assinatura do Armistício de Compiègne em 11 de novembro de 1918. O Bayern foi listado como um dos navios que deviam ser entregues, porém o Baden não. Em vez disso, os britânicos acreditavam que o cruzador de batalha SMS Mackensen estava completo e assim pediram que ele fosse entregue. Foi ordenado que o Baden o substituísse assim que ficou claro para os Aliados que o Mackensen ainda estavam em construção. As embarcações alemãs partiram em 21 de novembro sob o comando do contra-almirante Ludwig von Reuter. A frota encontrou-se com o cruzador rápido HMS Cardiff antes de serem escoltados por uma flotilha de 370 navios britânicos, norte-americanos e franceses até Scapa Flow. O Baden chegou separadamente no dia 14 de dezembro.
Os navios internados tiveram todas as suas armas desabilitadas. A frota permaneceu em cativeiro durante as negociações do Tratado de Versalhes. Ficou aparente para Reuter que os britânicos tinham a intenção de tomar as embarcações alemãs em 21 de junho de 1919, data limite para assinatura do acordo de paz. Ele decidiu deliberadamente afundar seu próprios navios com o objetivo de impedir que isso ocorresse. A força britânica de vigia deixou Scapa Flow na manhã do dia 21 a fim de realizar treinamentos, com Reuter emitindo a ordem de afundar às 11h20min. O Bayern afundou às 14h20min, porém marinheiros britânicos conseguiram encalhar o Baden, sendo o único dos grandes navios que não afundou. Ele foi posteriormente reflutuado, minuciosamente examinado e testado pelos britânicos e depois afundado em 16 de agosto de 1921 como navio alvo em testes de artilharia. O Bayern foi recuperado em 1º de setembro de 1934 e desmontado no ano seguinte em 
Rosyth.
Os cascos incompletos do Sachsen e do Württemberg foram tirados da marinha alemã sob os termos do Artigo 186 do Tratado de Versalhes. O Sachsen foi vendido como sucata em 1920 para desmanteladores em Kiel, enquanto o Württemberg foi vendido no ano seguinte e desmontado em Hamburgo.

### Citações
1. 1 2 3   Friedman 2011, p. 131
2. 1 2   Dodson 2016, p. 97
3. 1 2   Hore 2006, p. 70
4. ↑   Dodson 2016, pp. 97–98
5. ↑   Herwig 1998, p. 77
6. ↑   Herwig 1998, p. 81
7. ↑   Sturton 1987, p. 38
8. ↑   Sturton 1987, p. 41
9. 1 2 3 4 5 6   Gröner 1990, p. 28
10. ↑   Gröner 1990, p. 56
11. 1 2 3 4 5 6 7   Gröner 1990, p. 30
12. ↑   Lyon & Moore 1978, p. 104
13. ↑   Greger 1997, p. 37
14. ↑   Dodson 2016, p. 98
15. ↑   Grießmer 1999, p. 177
16. ↑   Friedman 2011, pp. 131–133
17. ↑   Friedman 2011, p. 133
18. ↑   Friedman 2011, pp. 143–144, 147
19. ↑   Gardiner & Gray 1985, pp. 140, 155
20. ↑   Friedman 2011, p. 339
21. ↑   Gardiner & Gray 1985, p. 155
22. ↑   Dodson 2016, p. 99
23. 1 2 3   Gröner 1990, pp. 28–30
24. 1 2   Herwig 1998, p. 83
25. ↑   Massie 2003, p. 682
26. ↑   Massie 2003, p. 683
27. ↑   Halpern 1995, p. 213
28. ↑   Halpern 1995, pp. 214–215
29. 1 2   Halpern 1995, p. 215
30. ↑   Massie 2003, p. 747
31. 1 2   Massie 2003, p. 748
32. ↑   Tarrant 2001, pp. 281–281
33. ↑   Tarrant 2001, p. 281
34. ↑   Woodman 2005, pp. 237–238
35. ↑   Schwartz 1986, p. 48
36. ↑   Tarrant 2001, p. 282
37. 1 2   Herwig 1998, p. 255
38. ↑   Herwig 1998, pp. 254–255
39. ↑   Preston 1972, p. 85
40. ↑   Bennett 2005, p. 307
41. 1 2   Herwig 1998, p. 256